# Mirosław Witek
Mirosław Witek (ur. 24 kwietnia 1967) – polski lekkoatleta, specjalizujący się w rzucie oszczepem.
Reprezentant Polski w mistrzostwach świata w Rzymie (1987) - z wynikiem 73,62 zajął 24. miejsce w kwalifikacjach i nie awansował do finału. W roku 1994 startował w mistrzostwach Europy - z wynikiem 75,26 zajął 10. miejsce w swojej grupie eliminacyjnej i nie awansował do rozgrywki finałowej. Sześciokrotny medalista mistrzostw Polski. W 1991 zdyskwalifikowany za doping (odebrano mu m.in. tytuł mistrza kraju). Rekord życiowy: 80,84 (15 czerwca 1996, Sopot) - jest to obecnie trzynasty najlepszy wynik w historii polskiego rzutu oszczepem po zmianie środka ciężkości. Reprezentował klub Gryf Słupsk.
Witek startuje z powodzeniem w rywalizacji weteranów, jest także trenerem swojej córki – Marceliny, także oszczepniczki.